# Ільфесгайм
Ільфесгайм (нім. Ilvesheim) — громада в Німеччині, знаходиться в землі Баден-Вюртемберг. Підпорядковується адміністративному округу Карлсруе. Входить до складу району Рейн-Неккар.
Площа — 5,89 км2. Населення становить 9311 ос. (станом на 31 грудня 2020).